# Kuribrong River
Kuribrong River är ett vattendrag i Guyana.   Det ligger i regionen Potaro-Siparuni, i den centrala delen av landet, 190 km sydväst om huvudstaden Georgetown.